# Gabaza connectens
Gabaza connectens är en tvåvingeart som först beskrevs av James 1950.  Gabaza connectens ingår i släktet Gabaza och familjen vapenflugor. Inga underarter finns listade i Catalogue of Life.